# کولبایوو
کولبایوو (انگلیسی: Kulbayevo) یک شهرک در شهرستان یرمکیفسکی استان باشقیرستان کشور روسیه است.